# Heraclio I de Kajetia
Heraclio I (en georgiano: ერეკლე I, Erekle I; persa: ارگلی خان, transliterado: Ereglī Jān) o Nazar Alī Jān (persa: نظر علی خان, transliterado: Naẓar ʿAlī Jān; georgiano: ნაზარალი-ხანი, transliterado: Nazarali-Jan) (1642-1709), de la dinastía Bagrationi, fue un monarca georgiano que gobernó los reinos de Kajetia (1675-1676, 1703-1709) y Kartli (1688-1703) bajo la protección de la dinastía Safávida de Irán.

## Biografía

### Primeros años
Era hijo del príncipe David de Kajetia (1612-1648), hijo del rey Teimuraz I, por su esposa Helena, nacida princesa Diasamidze (fallecida en 1695). Fue llevado a Rusia cuando el rey pro-persa Rustam de Kartli derrotó a Teimuraz en 1648. En Moscú, criado y educado en la corte de los Románov, era conocido como zarévich Nicolás Davidovich (en ruso: Царевич Николай Давыдович). En 1662, regresó para hacerse cargo de la corona de Kajetia, entonces vacante, por invitación de la nobleza local, pero fue derrotado por el príncipe rival Archil, que estaba apoyado por los iraníes.
Nicolás tuvo que huir, otra vez hacia Rusia, donde se convirtió en uno de los hombres de confianza del zar Alexis Mikhailovich y fue el padrino del zar Alejo I en su boda con Natalia Naryshkina en 1671, gozando de gran favor en la corte rusa.
Se cree que sería el padre natural de Pedro el Grande. El escritor Alekséi Nikoláyevich Tolstói, que había estado investigando la biografía de Pedro el Grande, informó a Iósif Stalin que había encontrado algunos documentos que sugerían que el padre de Pedro era un rey georgiano. Tolstoi pensó que con esta noticia, podría congraciarse con Stalin, pero en cambio, Stalin quedó consternado y le prohibió que volviera a mencionar el asunto.

### En Kajetia
En 1675, Archil entró en conflicto con el gobierno del sah, abandonó Kajetia y desertó al Imperio otomano. El príncipe Nicolás aprovechando la agitación resultante, regresó por segunda vez y fue proclamado rey de Kajetia  como Heraclio (Erekle) I. Anteriormente, en 1666, el sah Solimán I de Persia había sucedido a Abbas II en el trono safávida iraní. En 1674, Solimán I le pidió que pusiera fin de manera definitiva a su estancia en Rusia, le ordenó ir a Isfahán y prometió confirmarlo como rey si Heraclio apostataba. El rey se negó a convertirse en musulmán y súbdito del sah, citando el juramento de lealtad de su antepasado, Alejandro II de Kajetia (r. 1574-1605), a Fiódor I de Rusia. De esta manera, fue privado de la corona, permitiéndosele, sin embargo, establecerse en Isfahán. Posteriormente, Kajetia estuvo bajo el dominio directo de los safávidas.

### En Kartli
En 1688, cuando el gobierno de Irán declaró depuesto a su recalcitrante súbdito Jorge XI de Kartli, Heraclio accedió a la presión del sah, y se convirtió al islam, asumiendo entonces el título de Nazar Alī Jān en 1676. Como recompensa, Heraclio fue confirmado como rey de Kartli y recibió el apoyo de un fuerte contingente persa para ganar la corona. Para reforzar la autoridad de Heraclio, el sah nombró a Abbas-Qoli Jan, anteriormente un beglerbeg de Ganyá, como virrey persa en Kajetia (con residencia en Qara-Agach). Sin embargo, el jan no logró evitar que Jorge XI reapareciera en 1691 y bloqueara a Heraclio (Nazar Alī Khān) en Tiflis, su capital. No sería hasta 1696 cuando Jorge XI admitió su derrota y fue a Isfahán para ofrecer su sumisión al nuevo sah, Husséin.
Al mismo tiempo, el sah estaba cada vez más insatisfecho con la administración de Nazar Alī Jān. Habiendo pasado la mayor parte de su vida en Rusia e Irán, su falta de conocimiento de las tradiciones nacionales georgianas ya había alejado a sus súbditos. Un gobernante vacilante, adicto a las bebidas alcohólicas, aunque capaz en ocasiones de ser valiente, filantrópico y reformista, nunca logró realmente un control estable de sus posesiones, ni se hizo popular entre la población de Kajetia. Mientras tanto, Jorge XI había logrado ganarse el favor del sah Hosayn y fue reconfirmado como rey de Kartli en 1703, mientras que Nazar Alī Jān era destituido del trono y enviado a Isfahán, donde fue investido por Hosayn como rey de Kajetia y nombrado comandante de la guardia personal del sah. Sin embargo, nunca pudo regresar a su reino y murió en la capital persa en 1710, siendo sucedido en el trono por su hijo, David II (Imām Qulī Jān), que había dirigido Kajetia durante la ausencia de Nazar Alī Jān en Isfahán.

## Familia

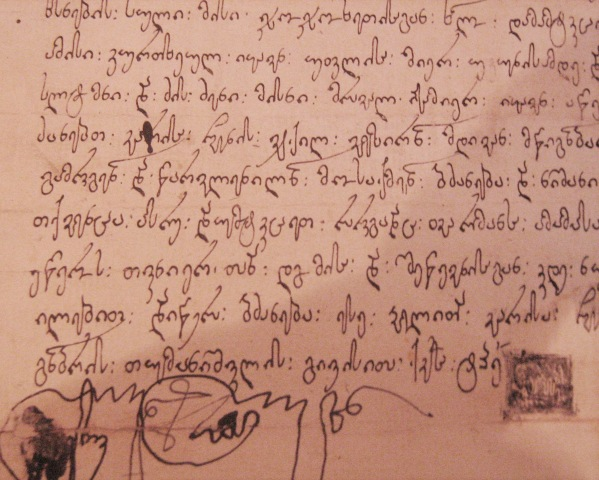
Carta real de Heraclio I.

Heraclio I se casó en 1677 con Ana, hija del príncipe Shermazan Cholokashvili (fallecido antes de abril de 1716). Fueron padres de dos hijos y dos hijas:
- David II (Imām Qulī Jān) (1678 - 2 de noviembre de 1722), rey de Kajetia (1703/1709-1722).
- Princesa Elene (Banjanum) (1687-27 de abril de 1750), que en 1715, se casó con el rey Jesse de Kartli.
- Teimuraz II (c. 1690 - 8 de enero de 1762), rey de Kajetia (1729-1736, 1738-1744) y de Kartli (1744-1762).
- Princesa Ketevan (fallecida en 1718), que se casó con el príncipe Abel Andronikashvili.
- Princesa Mariam (c. 1698 - 1732), que se casó en 1714 con el príncipe Edisher Cholokashvili y se hizo monja en la viudez, con el nombre de Makrine. Fue escritora de himnos y copista de textos religiosos.

Heraclio también tuve varios hijos naturales nacidos de concubinas desconocidas, de las cuales los más conocidos son:
- Constantino II (Mahmād Qulī Jān) (fallecido el 28 de diciembre de 1732), rey de Kajetia (1722-1732).
- Ketevan-Begum (fallecida en 1752), que se casó en c. 1742 con el príncipe Abdullah Beg de Kartli.

Poco se sabe de los otros hijos de Heraclio:
- Ismail
- Rustam (1685–1703)
- Vajtang (fallecido en 1695)
- Demetre (1688–1700)
- Gorgasal (fallecido en 1697)
- George
- Reza Quli Mirza
- Mustafa Mirza